# Európai Könyvtár
Az Európai Könyvtár (angolul The European Library, TEL) a világhálón keresztül elérhető szolgáltatás, amely 47 európai nemzeti könyvtár állományához nyújt hozzáférést. A források közt digitális és hagyományos, papíralapú tartalmakat is találunk, például könyveket, magazinokat, folyóiratokat, hangfelvételeket s számos egyéb dokumentumtípust. Az Európai Könyvtár portálja ingyenes keresőfunkciót kínál, aminek segítségével metaadatokat és digitális tartalmakat is szolgáltat, némelyeket ingyenesen, másokat térítés ellenében. Az Európai Könyvtár működése és fejlesztése 23 európai nemzeti könyvtár összefogásán alapul.

## Történet
Az Európai Könyvtár portálja eredetileg 9 nemzeti könyvtár együttműködéséből született meg, a CENL (Európai Nemzeti Könyvtárak Konferenciája Alapítvány) segítségével, a TEL projekt (Európai Könyvtár: Kapu az európai tudáshoz) keretein belül, ami 2001-2004-ben zajlott le az Európai Bizottság Ötödik keretprogramja finanszírozásában. A projekt résztvevői Finnország, Németország, Olaszország (Firenze), Olaszország (Róma), Hollandia, Portugália, Szlovénia, Svájc és az Egyesült Királyság nemzeti könyvtárai voltak. A TheEuropeanLibrary.org portál 2005. március 17-én indult el, félmilliós látogatói számot produkálva alig több mint egy év alatt. Jelenleg 23 nemzeti könyvtár gyűjteményei érhetőek el a portál keresőfelületén keresztül, 21 további könyvtár saját elektronikus katalógusára pedig linkek mutatnak. Ausztria, Horvátország és Szerbia nemzeti könyvtárai 2005 júliusában csatlakoztak a TEL-hez.
A 10 új EU-tagállam nemzeti könyvtárai teljes jogú tagként a TEL-ME-MOR projekt (Európai Könyvtár: Moduláris Kiterjesztések Online Források összekapcsolásához, 2005-2007.) résztvevőiként csatlakoztak az Európai Könyvtár szolgáltatásaihoz. 2006. január 1-jétől Észtország és Lettország nemzeti könyvtárai, továbbá a Dán Királyi Könyvtár vált teljes jogú taggá. 2006 júliusától Csehország, Szlovákia és Magyarország is elérhetővé tette a TEL portálon keresztül online katalógusát illetve digitális dokumentumait. Ciprus, Litvánia, Málta és Lengyelország nemzeti könyvtára 2006 decemberében kapcsolódott be a szolgáltatásba.
Az Európai Könyvtár a 2006 szeptemberében elindult Európai Digitális Könyvtár (EDL) projekt révén újabb lépéseket tett a kiteljesedés felé. Ennek következtében az összes többi Európai Unió (EU) és Európai Szabadkereskedelmi Társulás (EFTA) tagország digitális dokumentumai és metaadatai is elérhetővé válnak a TEL-en keresztül. Az érintett EU illetve EFTA tagállamok: Belgium, Görögország, Izland, Írország, Liechtenstein, Luxemburg, Norvégia, Spanyolország és Svédország. A résztvevők teljes körű TEL-partnerré válásához nyújtott segítség mellett a projekt kiemelt figyelemmel fordul a többnyelvűség kérdése felé, csakúgy mint egy egységes Európai Metaadat Regiszter kialakítása irányába, valamint útmutatást ad az egyes tagállamok digitalizálási terveinek összehangolásához. Az EDL projekt eddig 2 sikeres gyakorlati megbeszélést kezdeményezett, melyek az európai kulturális örökség digitális formában történő összegyűjtésének és szolgáltatásának politikai és műszaki dimenzióit járták körül, a leendő EDL-re tekintettel. Az Európai Bizottság 18 hónapon keresztül finanszírozza az EDL projektet az E-Content program által.

## Tervek
A közeljövőben az Európai Könyvtár szeretne a 47 európai nemzeti könyvtár digitális  forrásainak központi közvetítőjévé válni.  2006 március másodikán az Európai Bizottság közleményt adott ki melyben leszögezte, hogy az Európai Könyvtár adja a leendő Európai Digitális Könyvtár infrastrukturális alapjait. Ez utóbbi lesz az a közös szolgáltatás, melynek segítségével Európa összes jelentős közgyűjteményének (könyvtárak, levéltárak, múzeumok) anyaga hozzáférhető lesz. Ez az új "Európai Digitális Könyvtár" Europeananéven fog elindulni, várhatóan 2008 novemberétől.

## Keresőeszköz
A TheEuropeanLibrary.org portál igyekszik alkalmazkodni a felhasználók igényeihez, és megfelelni a tagkönyvtárak körének folyamatos bővülésével jelentkező újabb és újabb követelményeknek. A kezdeti időszakban a portál csupán Internet Explorer 6.0 típusú böngészővel volt hozzáférhető, 2005 júniusa óta azonban Camino (MAC-felhasználók), valamint Netscape, Firefox és Mozilla böngészőprogramokkal is elérhető a szolgáltatás. Néhány egyéb böngésző mint, például az Opera, a Safari és a Galeon még nem kompatibilis az Európai Könyvtár portál struktúrájával (kliens-oldali XML-értelmezés miatt). 2007 márciusától az Európai Könyvtár honlapba ágyazható gyorskeresés-mezője (TEL mini searchbox) elhelyezhető más weboldalakon is.
A TheEuropeanLibrary.org portált a TEL  Iroda üzemelteti, ami a Holland Nemzeti Könyvtárban, Hágában talált otthonra. Az iroda vezetője Jill Cousins, az Európai Könyvtár igazgatója.